# Phare de Discovery Island
Le phare de Discovery Island est un phare situé sur le point culminant de île Discovery (en) à l'ouest de Victoria dans le District régional de la Capitale (Province de la Colombie-Britannique), au Canada.
Ce phare est géré par la Garde côtière canadienne .

## Histoire
Un phare fut nécessaire pour marquer l'entrée du Détroit de Haro en venant du Détroit de Juan de Fuca, une voie importante pour la navigation à l'est de l'île de Vancouver. Construit en 1885 et mis en service l'année suivante, ce premier phare était une tour pyramidale en bois adossée à une maison de gardien de deux étages. En 1889, il fut doté d'une corne de brume à vapeur et, en 1906 d'un système optique de 4e ordre du fabricant Chance Brothers (en).
En 1970, une tour cylindrique remplaça le second phare de 1958 qui était une maison de deux étages surmontée d'une lanterne rouge  aujourd'hui exposée au Discovery Island Marine Provincial Park (en).
En 1996, le phare a été automatisé après avoir été habité pendant 110 ans. Le 3 septembre 2004, la corne de brume du phare a été désactivée et retirée de la station. Aujourd'hui, personne ne vit sur l'île et les bâtiments du phare se détériorent.

## Description
Le phare actuel, datant de 1970, est érigé sur le plus haut point de l'île. C'est une tour cylindrique blanche en béton, avec une galerie et une lanterne  rouge, de 11 m de haut. Il émet, à une hauteur focale de 28 m, un éclat blanc toutes les 5 secondes. Sa portée nominale est de 15 milles nautiques (environ 28 km).
Identifiant : ARLHS : CAN-160 - Amirauté : G-5334 - NGA : 13684 - CCG : 0216 .

## Caractéristique duFeu maritime
Fréquence : 5 secondes (W)
- Lumière : 0.1 seconde
- Obscurité :4.9 secondes

|                 |
| Détroit de Haro |

|                              |
| Discovery Island Marine Park |

### Lien connexe
- Liste des phares de la Colombie-Britannique